# مارا (سرقسطة)
بلدية مارا (بالإسبانية: Mara) هي بلدية تقع في مقاطعة سرقسطة التابعة لمنطقة أراغون شمال شرق إسبانيا.

## الديموغرافيا
بلغ عدد سكان بلدية مارا 202 نسمة عام 2011 (وفقاً للمعهد الوطني الإسباني للإحصاء).
| 214 | 217 | 199 | 210 | 207 | 204 | 202 |